# Антипенки (Псковская область)
Антипенки — деревня в Невельском районе Псковской области России. Входит в состав Артёмовской волости. Численность населения деревни на конец 2000 года составляла 1 житель.

## География
Деревня находится в южной части Псковской области, в зоне хвойно-широколиственных лесов, на дороге Невель-Усвяты в 4 версах к юго-востоку от деревни Кошелево и в 24 верстах к юго-востоку от города Невеля, административного центра района.

### Климат
Климат характеризуется как умеренно континентальный, с продолжительной снежной зимой и относительно коротким тёплым летом. Среднегодовая температура воздуха — 4,4 °С. Средняя многолетняя температура самого холодного месяца (января) составляет −8 °С, средняя температура самого тёплого (июля) — +17,4°С. Среднегодовое количество осадков — 554 мм. Снежный покров держится в течение 100—105 дней.

## История
Входил в состав сельского поселения «Лёховская волость».

## Население
| 2001 | 2002 | 2010 |
| ---- | ---- | ---- |
| 1    | ↘0   | →0   |